# Designer de aranjamente florale
Designerii de flori, numiți și floriști, sunt cei care taie, prelucrează și aranjează florile vii, uscate și din mătase și verdeață pentru a face aranjamente decorative. Ei ajută clienții să aleagă flori, vaze, panglici și alte accesorii.
 

## Atribuții
Designerii de flori au, în mod obișnuit, următoarele atribuții, specifice design-ului floral: Achiziționează flori de la angrosiști și furnizori pentru a asigura o aprovizionare adecvată satisfacerii nevoilor clienților; Determină tipul aranjamentului dorit de client și ocazia pentru care se realizează, precum  și  data, ora și locația pentru livrare; Recomandă florile și verdeața pentru fiecare aranjament în conformitate cu bugetul  clientului; Expune aranjamente florale care evocă un anumit sentiment sau stil; Răspunde la telefoane, primește comenzi și împachetează aranjamentele florale.

### Cunoașterea florilor
Designerii de flori pot crea un singur aranjament pentru o ocazie specială sau pot expune aranjamente florale  pentru cameră și spații deschise pentru evenimente,  cum ar fi nunți, înmormântări sau banchete. Ei își folosesc simțul artistic sau cunoștințele despre diferite tipuri de flori pentru  a alege florile potrivite pentru fiecare ocazie. Designerii de flori pot crea, de asemenea, aranjamente unice pentru a satisface nevoile emoționale ale unui client, ajutând clienții să se relaxeze . Designerii de flori trebuie să știe ce flori exista în fiecare sezon sau când vor fi disponibile altele.
Designerii de flori trebuie, de asemenea, să cunoască proprietățile fiecărei flori. Unele flori, cum ar fi garoafele, pot rezista mai multe ore fără apa. Alte flori sunt mai delicate și vor păli mai repede. Unele plante sunt otrăvitoare pentru anumite tipuri de animale. De exemplu, crinii sunt toxici pentru pisici.

### Elemente de design
Designerii de flori trebuie să cunoască varietățile de culoare ale fiecărei flori și dimensiunea medie a fiecărui tip de floare. Ei pot calcula numărul de flori care se vor potrivi într-un anumit vas sau câte petale de trandafir sunt necesare pentru a acoperi un covor.
Designerii de flori utilizează cunoștințele lor pentru a recomanda clienților flori și aranjamente. După ce clientul alege florile, designerul le montează într-un aranjament  atrăgător. Designerul poate include elemente cum ar fi animale de plus sau baloane sau poate folosi vaze decorative atunci când realizează un aranjament floral.
Deși aranjamentele mai complexe trebuie comandate în avans, designerii vor crea adesea buchete mici sau aranjamente, în timp ce clienții așteaptă. Când sunt responsabili pentru aranjamente florale pentru o ocazie specială, cum ar fi o nuntă sau un banchet, designerii florali pun de obicei decorațiunile  florale chiar înainte de eveniment. Unii designeri lucrează cu organizatori de evenimente pe bază de contract, atunci când creează aranjamente pentru evenimente cum ar fi nunțile.

### Relațiile cu clienții
Designerii dpe flori oferă, de asemenea, instrucțiuni clienților despre cum să îngrijească florile, inclusiv care este temperatura ideală și cât de des trebuie schimbată apa. Pentru florile tăiate, designerii florali vor oferi clienților  substanțe nutritive pentru flori. Designerii de flori comandă noi flori de la furnizori. Ei procesează florile nou-venite prin îndepărtarea frunzelor care ar fi sub linia  apei. Designerii de flori taie flori noi, prepara ă soluții  nutritive de întreținere a  florilor, umplu recipientele florale cu soluțiile potrivite si igienizează spațiile de lucru. Ei păstrează cele mai multe flori în vitrine, astfel încât florile să rămână proaspete și să reziste mai mult.
Unii designeri au acorduri pe termen lung cu hoteluri și restaurante sau cu proprietarii de clădiri de birouri și locuințe private pentru a înlocui florile vechi cu aranjamente florale noi, într-un program periodic - de obicei zilnic, săptămânal sau lunar - pentru a păstra zonele proaspete și atrăgătoare. Unii lucrează cu designeri de interior pentru a crea aranjamente.
Designerii de flori, care desfășoară activități independente sau  au propriul magazin, trebuie să rezolve și probleme privind  afacerea lor. Ei urmăresc veniturile, cheltuielile și impozitele. Unii angajează personal și îl supraveghează pentru îndeplinirea acestor sarcini.

## Pregătirea designerilor florali
Majoritatea designerilor florali au  diplomă de liceu sau echivalentul. Există programe post-liceale  care sunt utile pentru florarii care doresc să își înceapă propria afacere. Programele de design floral și tehnicile de îngrijire a florilor sunt disponibile prin intermediul școlilor  private, școlilor profesionale și colegiilor publice. Majoritatea oferă un certificat sau o diplomă. Lecțiile privind identificarea florilor și plantelor, conceptele de design floral și publicitatea, împreună cu alte cursuri de afaceri, precum și experiența de lucru in seră fac parte din programele de certificare și de acordare a diplomei. Unele colegii și universități din sistemul public oferă certificate sau diplome pentru gestionarea sau managementul in domeniul floricultură / florării.
În România, principalele tipuri de cursuri de design floral disponibile sunt cele de tip ”open” - deschis, în care organizatorii anunță cu mai multe săptămâni înainte data cursului, iar participanții se înscriu atrași de tematica evenimentului și de notorietatea trainer-ului. Ocazional, sunt organizate și cursuri de tip 1:1, la care participă doar un trainer și un cursant. Costurile acestui tip de training-uri sunt foarte mari pentru cursant, întrucât trebuie plătită întreaga logistică. Piața cursurilor de design floral este disputată, în România, de două tipuri principale de jucători. Pe de-o parte, sunt firmele de training și cursuri ce acoperă mai multe domenii generale de activitate, cum ar fi bucătărie, cosmetică, dans, actori, vânzări etc., ce au în ofertă și cursuri de aranjamente florale. Pe de altă parte, au apărut și în România firme specializate în domeniul cursurilor și work-shop-urilor de aranjamente florale, ce furnizează doar aceste tipuri de cursuri. În general, companiile cu ofertă diversificată de cursuri se adresează începătorilor din domeniu, pe când companiile specializate și-au construit cursuri și pentru cei avansați în domeniul floral, după cum arată o analiză publicată la sfârșitul lui 2018 în revista de business Profit.ro. 

## Instruirea designerilor florali
Noii designeri florali câștigă de obicei  experiență lucrând direct cu un designer floral experimentat. Ei pot începe prin pregătirea aranjamentelor simple de flori și exersează legarea arcurilor și panglicilor, tăierea tulpinilor la lungimi corespunzătoare și învață despre manevrarea și îngrijirea adecvată a florilor. Designerii de flori învață, de asemenea, despre diferitele tipuri de flori, proprietățile lor de creștere si cum să le folosească in aranjamente florale mai complexe.

## Controverse
Designerii de flori pot experimenta condiții  de lucru stresante în timpul sezoanelor de vârf, cum ar fi Ziua Îndrăgostiților, Ziua Mamei sau Crăciunul. Aceștia sunt, de asemenea, presați pentru a respecta termenele neprevăzute atunci când sunt făcute comenzi suplimentare sau de ultimă oră pentru zile de naștere, înmormântări și alte ocazii. Deși există satisfacția muncii în ceea ce privește creația lor artistică, poate exista și stres atunci când miresele sau cei de la pompe funebre  sunt nemulțumiți.